# 福井街角放送
福井街角放送株式会社（ふくいまちかどほうそう）は、福井県福井市およびその周辺地域を放送区域として超短波放送（FM放送）を行っている特定地上基幹放送事業者である。福井街角放送の愛称でコミュニティ放送をしている。日本国内150番目、同県では最初に開局したコミュニティ放送局。

## 概要
- 識別符号：ふくいまちかどエフエム
- 放送区域：福井県福井市、鯖江市、坂井市の大部分、吉田郡永平寺町の一部。また福井ケーブルテレビ、さかいケーブルテレビではケーブルテレビで（555ch、ガイドチャンネル）、旧こしの国ケーブルテレビ（2018年4月に福井ケーブルテレビに統合）ではラジオのFM77.3MHzでそれぞれ再送信を行っている[4]。
- 送信所の隣接地には福井放送（FBC）のアナログテレビ塔がある。

自主制作以外の番組はミュージックバードの番組を放送。また、インターネットラジオへの配信は、2016年4月1日に北國新聞系列で石川県・富山県にあるコミュニティ放送局4社（ラジオかなざわ・ラジオこまつ・ラジオななお・ラジオたかおか）が一斉に開始したことに伴い、2021年時点で北陸3県のラジオ局で唯一ネット配信を行っていない。

## 歴史
2001年開局。福井放送のアナウンサーであった鳴尾健が本放送局構想を興し、それまで勤めていた同社を退職、出資者を募り開局に至る。その多くは地元の商店主など出資額5万円の一株株主で、福井市も一株株主として開局翌年に加わっている。
開局当初の愛称はRadioあいらんど（レディオあいらんど）であった。福井街角放送に愛称変更後も、平日生ワイド番組のタイトルに2021年時点も「あいらんど」が付いている。

### 沿革
- 2001年（平成13年）
  - 9月20日 会社設立。
  - 10月19日 総務省北陸総合通信局より放送局（超短波放送）予備免許交付。
  - 12月13日 総務省北陸総合通信局より放送局（超短波放送）免許交付。
  - 12月15日 開局[1]。
- 2002年（平成14年）6月 福井市より出資を受け第三セクター化。
- 2005年（平成17年）
  - 10月 従前のミュージックバードに加えJ-WAVEの再送信を開始。
  - 12月15日 音声出力を10Wから20Wに増強。
- 2006年（平成18年）
  - 11月 J-WAVEの再送信を終了。
- 2007年（平成19年）
  - 5月4日 福井市二の宮二丁目の宝島王国内のサテライトブースからの生放送開始。
  - 12月5日 福井工業大学福井キャンパス内のサテライトブース「FUTスクエア」からの放送開始。
- 2009年（平成21年）
  - 11月 福井駅西口のサテライトスタジオ「駅前情報館」からの放送開始。
- 2010年（平成22年）
  - 12月 宝島王国内のサテライトブースからの生放送終了。
  - 12月 福井市江守中町の100満ボルト内のサテライトブースからの生放送開始（翌年3月に閉鎖）。
- 2016年（平成28年）
  - 4月 本社・スタジオを福井市中央1丁目から同市田原1丁目のフェニックス・プラザ内へ移転[4]。
  - 12月10日 開局15周年の企画として、周波数にちなんだ「773分落語会」をハピリンで開催[4]。
- 2021年（令和3年）
  - 1月16日 開局20周年の企画として、映画『天外者』（田中光敏監督作品、三浦春馬主演）の上映会をテアトルサンクで開催[2][5]。

## 主な自社制作番組

### 現在の番組
2022年1月時点。現在の番組の詳細は、公式サイトのタイムテーブルを参照。
帯番組
- 上方演芸会（月曜 - 金曜 7:00 - 8:00）
  - 富山シティエフエム（City-FM、土曜 5:00 - 6:00）および新川コミュニティ放送（ラジオ・ミュー、日曜 9:00 - 10:00）にネット。
- モーニングあいらんど（月曜 - 金曜 8:00 - 10:00）
- Radioあいらんど（月曜 - 金曜 16:00 - 18:00）
  - デイリーよしもとラジオ（月曜 - 金曜 17:30 - 17:40）
- 50'Sコレクション（毎日 0:00 - 7:00）

単独放送
- ひるDOKIあいらんど（金曜 12:00 - 13:00）
- Campus Station（金曜 18:00 - 19:00）
- アーティストセレクション（土曜 12:00 - 13:00、再放送：水曜 18:00 - 19:00）

### 過去の番組・コーナー
- たんたん竹本あっぱれ鳴尾（月曜 - 金曜 17:30 - 17:40）
- Goodevening Goodtiming Goodmusic （平日 18:00 - 18:15、18:45 - 19:00）
- What's new?（日曜 18:00 - 18:30）
- 福井競輪最終日・最終レースの実況中継
  - 現在、福井競輪の中継は福井ケーブルテレビでのみ実施している。

## パーソナリティ

### 現在
- 鳴尾健（代表取締役社長）[1]：モーニングあいらんど・J-POPグラフィティ・上方演芸会
- 織田玲子：モーニングあいらんど（月曜 - 金曜）・アーティストセレクション
- 大村麻紀：ひるDOKIあいらんど・Radioあいらんど（水曜・木曜）
- 野田祐美子：Radioあいらんど（月曜・火曜）
- 飯めしあがれこにお[6]：ウイークリーよしもとラジオ
- 橋詰充子：Campus Station

### 過去
- 高山ちえみ：モーニングあいらんど（月曜）
- さかいちよみ。：Radioあいらんど（金曜）
- 竹本浩三：たんたん竹本あっぱれ鳴尾

## 万博関連
2005年日本国際博覧会（愛・地球博）のイベント放送局「FM LOVEARTH」と同じ周波数であることから、「77.3MHz」のネオンサインとログハウス風のスタジオを中部日本放送（当時、現在のCBCラジオ）およびZIP-FMより無償で譲渡された。このスタジオを利用し、福井駅西口に観光案内所とFMラジオスタジオ、イベント用ステージを併設した「アテンダント館」が2009年11月8日にオープンした。なお、福井駅西口の再開発に伴い、スタジオは閉鎖されている。